# Iva Budařová
Iva Budařová (31 luglio 1960) è un'ex tennista cecoslovacca.

## Carriera
In carriera ha vinto 4 titoli di doppio. In questa specialità ha raggiunto la 55ª posizione della classifica WTA, mentre in singolare ha raggiunto il 24º posto.
In Fed Cup ha disputato un totale di 11 partite, ottenendo 7 vittorie e 4 sconfitte.

## Statistiche

### Singolare

#### Finali perse (1)
| Numero | Anno           | Torneo                 | Superficie  | Avversaria in finale | Punteggio |
| 1.     | 13 maggio 1984 | WTA Swiss Open, Lugano | Terra rossa | Manuela Maleeva      | 1-6, 1-6  |

### Doppio

#### Vittorie (4)
| Numero | Anno           | Torneo                            | Superficie  | Compagna          | Avversarie in finale                | Punteggio     |
| 1.     | 27 maggio 1984 | Internazionali d'Italia, Perugia  | Terra rossa | Helena Suková     | Kathleen Horvath Virginia Ruzici    | 7–6, 1–6, 6–4 |
| 2.     | 11 maggio 1986 | Barcelona Ladies Open, Barcellona | Terra rossa | Catherine Tanvier | Petra Huber Petra Keppeler          | 6–2, 6–1      |
| 3.     | 1º maggio 1988 | Barcelona Ladies Open, Barcellona | Terra rossa | Sandra Wasserman  | Anna-Karin Olsson Marie-Jose Llorca | 1–6, 6–3, 6–2 |
| 4.     | 23 luglio 1989 | Estoril Open, Estoril             | Terra rossa | Regina Rajchrtová | Gabriela Castro Conchita Martínez   | 6–2, 6–4      |

### Doppio

#### Finali perse (2)
| Numero | Anno            | Torneo                                  | Superficie  | Compagna          | Avversarie in finale                  | Punteggio     |
| 1.     | 13 maggio 1984  | WTA Swiss Open, Lugano                  | Terra rossa | Marcela Skuherská | Christiane Jolissaint Marcella Mesker | 4-6, 3-6      |
| 2.     | 9 novembre 1986 | Virginia Slims of Arkansas, Little Rock | Sintetico   | Beth Herr         | Svetlana Černeva Larisa Neiland       | 2-6, 6-1, 1-6 |